# Cmentarz wojenny nr 303 – Rajbrot

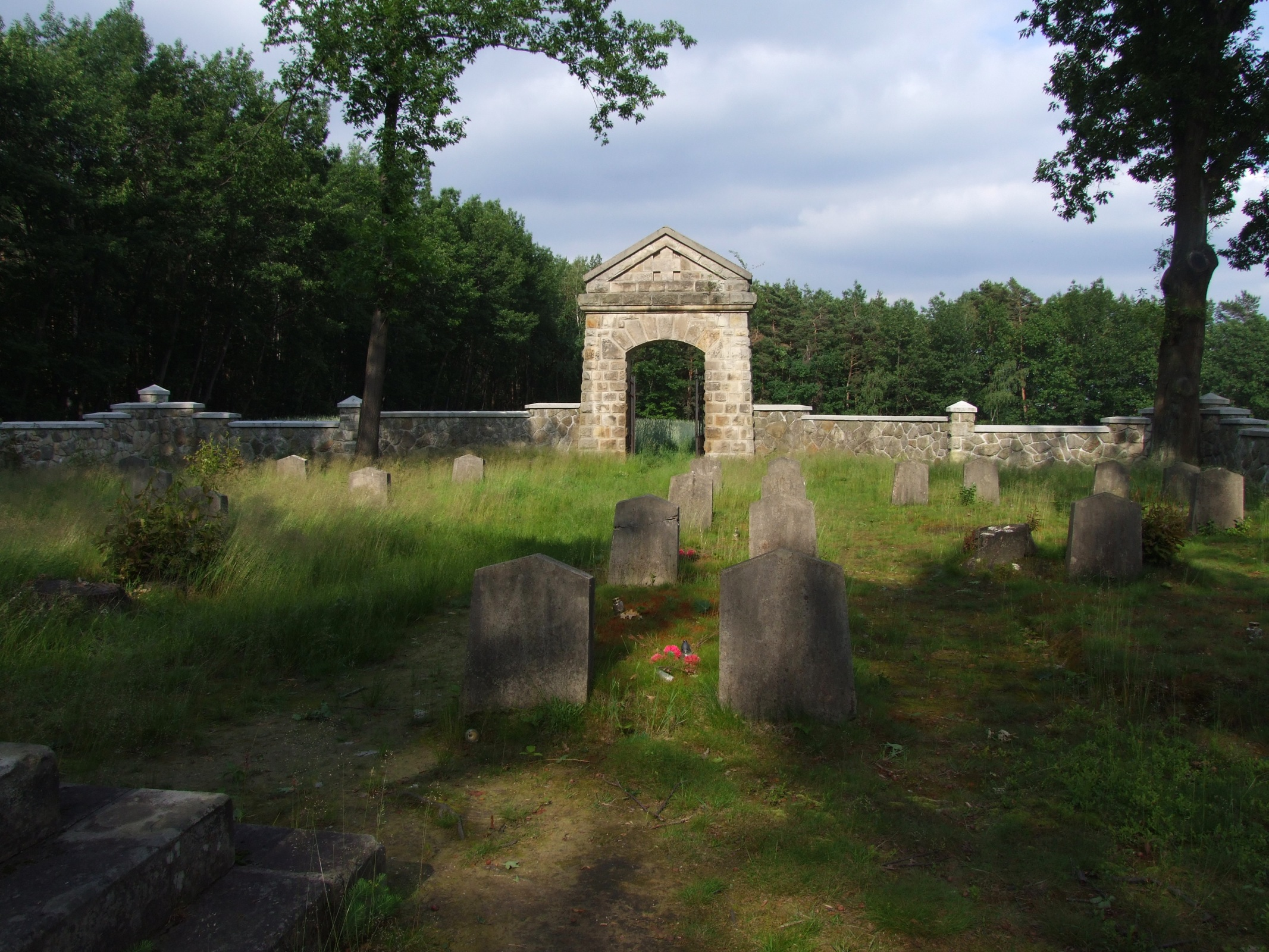
Brama wejściowa i przednia część cmentarza

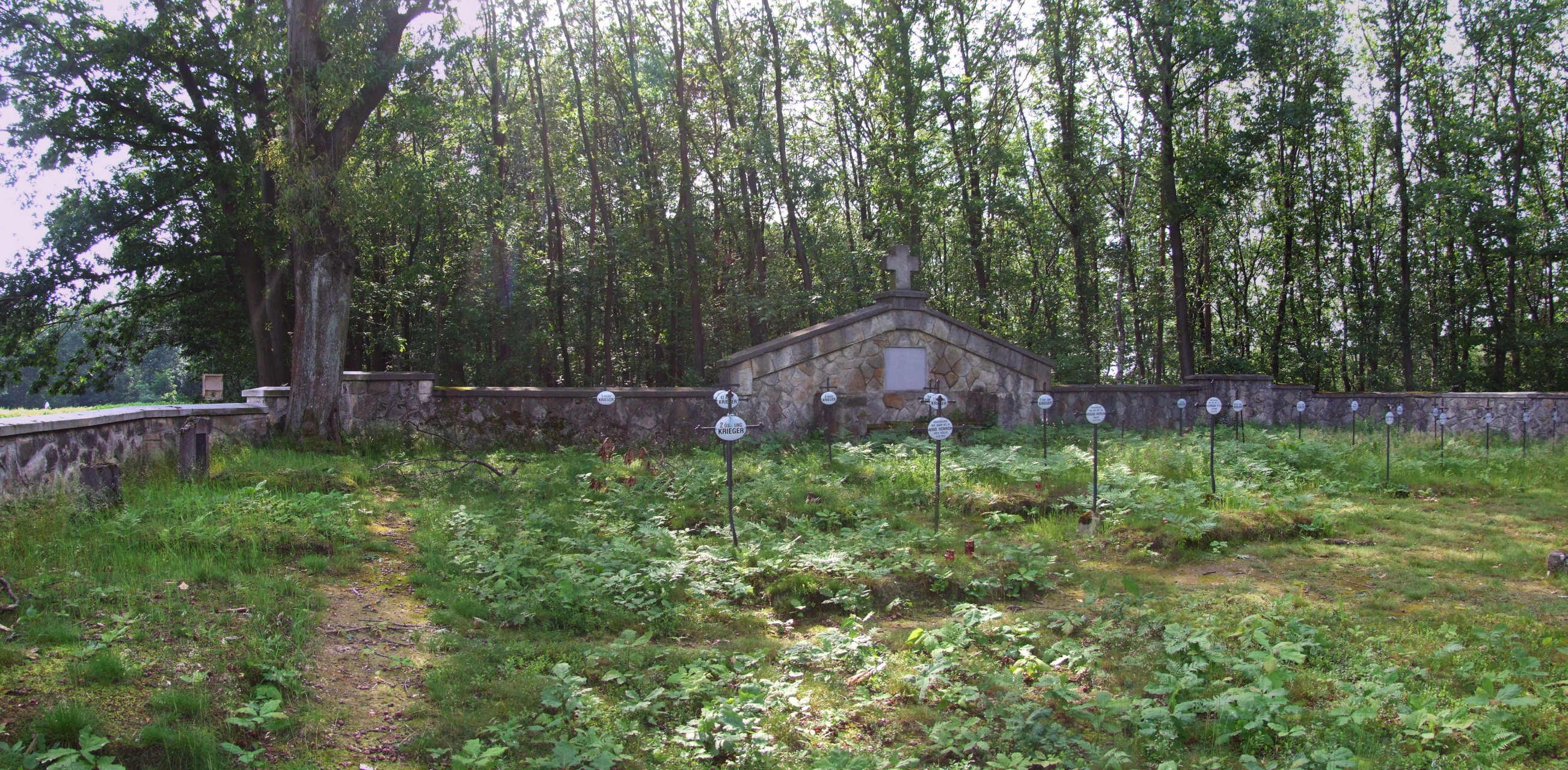
Część tylna z krzyżami

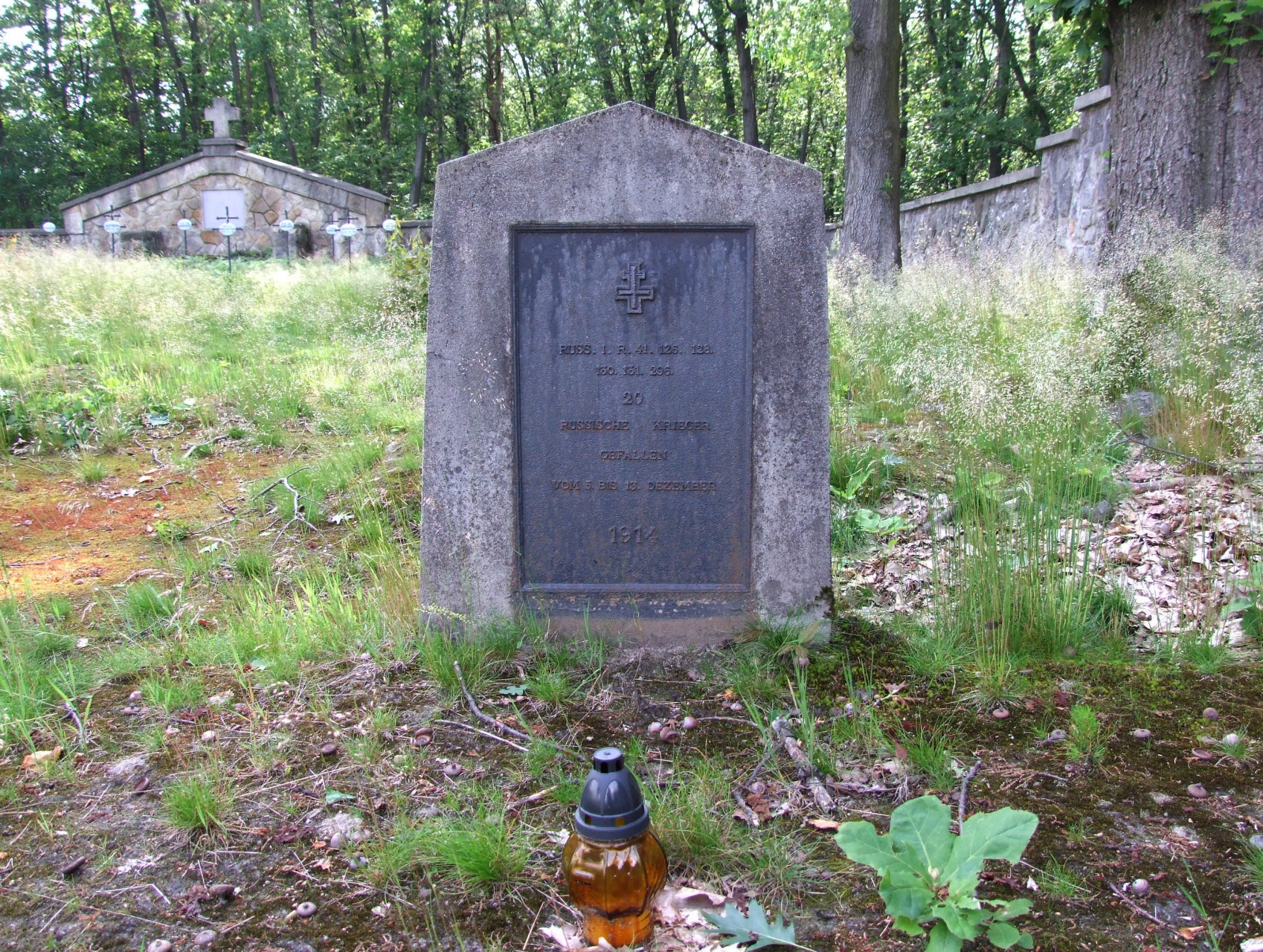
Stela żołnierzy rosyjskich

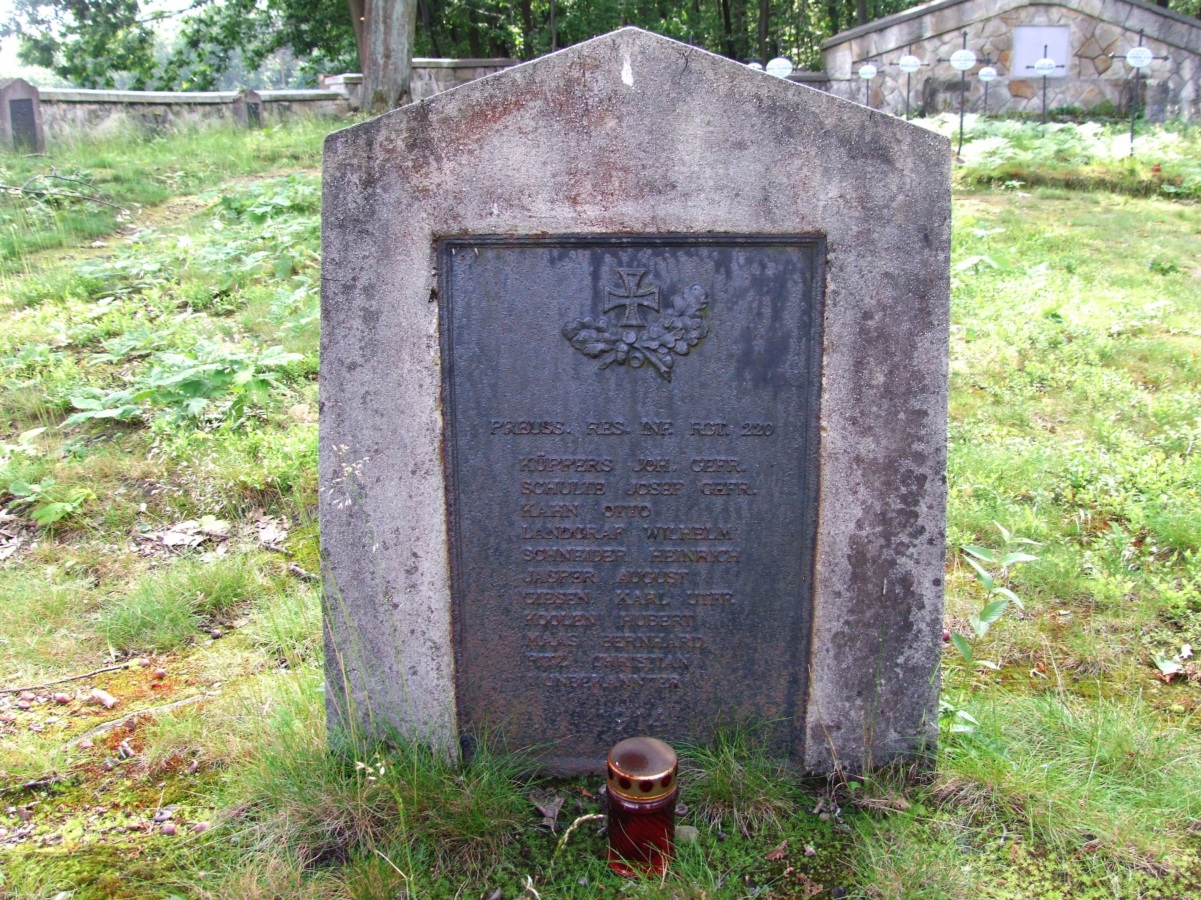
Stela żołnierzy niemieckich

Cmentarz wojenny nr 303 – Rajbrot – cmentarz z okresu I wojny światowej znajdujący się na wzgórzu Paprotna na Pogórzu Wiśnickim. Administracyjnie jest to w miejscowości Rajbrot w gminie Lipnica Murowana w powiecie bocheńskim w województwie małopolskim. Cmentarz jest częścią Szlaku Europejskich Cmentarzy, który to ma status Europejskiego Szlaku Kulturowego.
Cmentarz znajduje się na granicy pół uprawnych i lasu, ok. 100 m od drogi z Rajbrotu do Muchówki. Przy drodze tej, na wprost cmentarza znajduje się murowana kapliczka, a w lesie obok cmentarza niewielki parking.

## Historia
Pochowano tutaj żołnierzy armii rosyjskiej, austriacko-węgierskiej i niemieckiej, którzy zginęli w walkach na okolicznych terenach w dniach 6-12 grudnia 1914 w czasie operacji limanowsko-łapanowskiej. Rosjanie zajęli Rajbrot i okoliczne tereny już 11 listopada 1914. Ówcześni komentatorzy piszą: „"Zjawiają się Moskale, którzy jak mrowie zajmują na kwatery wszystkie niemal domy". Szykowali się do zdobycia fortyfikacji Krakowa. Austriacy którzy znali dość dobrze zamiary przeciwnika, gdyż mieli dobre rozpoznanie (m.in. lotnicze), postanowili zaatakować ich z boku. Bitwa ta zakończyła się zwycięstwem wojsk austriackich, którzy zahamowali rosyjską ofensywę w kierunku Krakowa i Śląska. Bardzo podniosło to morale wojska austriacko-węgierskich.
Jest to cmentarz okręgu IX Bochnia, bardzo starannie wykonany i dobrze utrzymany. Już w samym założeniu miał to być cmentarz reprezentacyjny, na budowę którego nie szczędzono sił i środków, mimo że budowany był w ciężkich wojennych czasach. Do jego budowy przyłożono tak wielką uwagę, gdyż pochowano tutaj również Niemców – sprzymierzeńców wojsk austriackich. Na cmentarzu tym w 36 zbiorowych i 12 pojedynczych grobach pochowano łącznie 538 żołnierzy, w tej liczbie:
- 56 żołnierzy armii austro-węgierskiej z 24 i 29 batalionu strzelców polowych oraz 33 i 35 pułku piechoty landwery,
- 179 żołnierzy armii niemieckiej z 217, 218, 219 i 220 pruskiego rezerwowego pułku piechoty, 3 pruskiego rezerwowego batalionu strzelców, 19, 130, 131, 141, 171, 189, 198, 296 pruskiego rezerwowego batalionu strzelców, 47 pruskiej kompanii pionierów
- 303 żołnierzy armii rosyjskiej

Zidentyfikowano 202 żołnierzy. Wszystkie walczące tutaj armie były wielonarodowościowe. Walczyli w nich również Polacy, w różnych armiach, a więc również przeciwko sobie.

## Budowa cmentarza
Cmentarz wykonano jeszcze w czasie trwania wojny. Przystąpiono do tego w 1915, niezwłocznie po tym, jak w wyniku zwycięskiej dla Austriaków Bitwy pod Gorlicami wyparto wojska rosyjskie dalej na wschód. Autorem projektu jest wiedeński architekt Franz Stark (vel Starck), będący wówczas porucznikiem w stanie spoczynku. Nadzór na budową powierzono pochodzącemu z Moraw Stefan Koloschkowi. Główne prace przy budowie wykonali jeńcy włoscy, rosyjscy i okoliczni chłopi. Chłopi zajmowali się zwożeniem kamieni, jeńcy włoscy pracami kamieniarskim, rosyjscy ciesielskimi.

## Opis cmentarza
Od drogi Rajbrot-Lipnica prowadzą na cmentarz kamienne schodki (obok figurki) oraz ścieżka przez pola uprawne. Na cmentarz wchodzi się od wschodniej strony masywną kamienną bramą z przyporami. Brama zamykana jest dwoma żeliwnymi, wysokimi skrzydłami o ażurowej konstrukcji. Cmentarz ma kształt prostokąta o ściętych narożach i cały otoczony jest murem z kamieni. Mur ma podwyższone naroża oraz fragmenty w murze bocznym. Po obu jego bokach znajdują się dwie kamienne ławy. Na środku cmentarza znajduje się wysoka, murowana z pełnego kamienia kolumna zakończona również kamiennym krzyżem. Podstawa kolumny ma kształt czterobocznego graniastosłupa, przy ziemi otoczonego piramidalnie trzema schodkami. Po obydwu jej stronach znajdują się dość duże wolne miejsca, na których mogą się gromadzić ludzie podczas uroczystości. Na zachodniej ścianie ogrodzenia cmentarza, na przedłużeniu osi brama wejściowa-kolumna, znajduje się pomnikowa ściana z niewielkim kamiennym krzyżem na małym cokole. Na ścianie tej znajdował się w języku niemieckim napis Brama śmierci prowadzi wiernych ku nieśmiertelności, niestety uległ on zniszczeniu. Z tyłu ściany znajduje się napis Drogim Przyjaciołom z naszej kochanej Armii. 
Groby rozmieszczono rzędami, prostopadle do głównej osi cmentarza. W przedniej części cmentarza umieszczono na nich bardziej reprezentacyjne kamienne stele z żeliwnymi tablicami. Po lewej stronie znajdują się groby żołnierzy pruskich, mające na tablicy krzyż maltański, po prawej żołnierzy rosyjskich z podwójnym, prawosławnym krzyżem. W tylnej części cmentarza (za kolumną) znajdują się skromniejsze nagrobki ziemne z żeliwnymi krzyżami na niewielkiej betonowej podstawie. Wszystkich krzyży jest łącznie 25.

## Losy cmentarza
Projektując taki reprezentacyjny cmentarz Austriacy liczyli się z kosztami jego późniejszego utrzymania. W okresie międzywojennym na cmentarzu odprawiano w dniu Święta Niepodległości msze w intencji Ojczyzny, odbywały się też uroczyste akademie. Po II wojnie ranga cmentarza w świadomości społeczeństwa i ówczesnych władz zmalała, przybyły bowiem nowe, świeższe cmentarze i dramatyczne historie nowej wojny. Cmentarz ulegał w naturalny sposób niszczeniu przez czynniki pogody i roślinność. Dopiero ostatnio zaczęto o niego dbać, przeprowadzono niezbędne remonty, usunięto kilka starych drzew, które niszczyły cmentarz. Pracami pielęgnacyjnymi cmentarza zajmują się obecnie szkoły. Organizowane są przez młodzież szkolną rajdy szlakami cmentarzy.